# Galerie Jolliet
Pour les articles homonymes, voir Joliette.
La Galerie Jolliet est fondée à Québec en 1966 par Michel Giroux. Après avoir opéré dans différents locaux à la Place Royale, la galerie s'installe en 1978 près de la rue Cartier à Québec. En 1981, la galerie s'installe aussi sur la rue Sherbrooke Ouest à Montréal. La galerie de Québec est fermée l'année suivante. La galerie de Montréal fermera par la suite en 1985.
La Galerie Jolliet a été un acteur important au cours des années 1966-85 pour présenter de nombreux jeunes créateurs québécois en arts visuels au Québec. Elle a été pendant de nombreuses années l'une des rares vitrines de l'art contemporain de la Ville de Québec.
La Galerie Jolliet a aussi été partenaire du Dr Patrice Drouin (1938-2012), et de son épouse Andrée, pour constituer l'une des collections d'art contemporain parmi les plus importantes au Québec. Près de 60 œuvres de cette collection ont d'ailleurs été données au Musée national des beaux-arts du Québec en 2005. Cette donation a été soulignée par une sélection d’œuvres de 11 artistes dans l'exposition À coup sûr présentée par le musée à ce moment,. Une sélection d’œuvres de la collection Drouin a aussi été présentée au Musée d'art contemporain de Baie St-Paul lors de sa réouverture en 2011.

## Artistes de la galerie
Au cours de ses vingt années d'existence, la Galerie Jolliet a exposé et représenté de nombreux artistes québécois (Raymonde April, Pierre Blanchette, Gilles Boisvert, Joseph Branco, Louis Comtois, Cozic, Peter Gnass, Betty Goodwin, Michel Goulet, Pierre Granche, Jacques Hurtubise, Paul Lacroix, Alain Laframboise, Jean McEwen, Lauréat Marois, Gilles Mihalcean, Richard Mill, Guido Molinari, Omer Parent, Guy Pellerin, Laurent Pilon, Pierre Przysiezniak, Louise Robert, Marcel Saint-Pierre, Françoise Sullivan, Françoise Toumissoux), canadiens (David Bolduc, Katja Jacobs, Michael Jolliffe, Leslie Reid, Milly Ristvedt-Handerek) et internationaux (Marcelo Bonevardi, Georges Dyens, Liliana Porter, Judit Reigl).

## Publications de la galerie
À partir de 1980, la galerie remplace le traditionnel carton d'invitation par un bulletin périodique. Le bulletin sera publié en quinze numéros. Différents collaborateurs participeront au bulletin : Christiane Chassay, Daniel Cholette, Nicole Dubreuil-Blondin, Pierre Filion, Laurier Lacroix, Alain Laframboise, Lise Lamarche, Johanne Lamoureux, Michel Langlois, Jean Leduc, Danielle Léger, Suzanne Lemire, Martine Meilleur, Elliot Moore, Constance Naubert-Riser, René Payant, Michel Philippon, René Viau). Trois numéros spéciaux seront publiés : Louise Robert (no 8), Marguerite Duras (no 9) et Paul Lacroix (no 12). Les numéros du bulletin ont été déposés à la Bibliothèque et Archives nationales du Québec.

## Catalogues d'expositions et bulletins
- Dire 3, Jean Tourangeau, Galerie Jolliet, Québec, 1979, 16 p. 1979
- Retour de Rome, Paul Lacroix, Galerie Jolliet, Québec, 1980, 10 p. 1980
- Galerie Jolliet 1966-1980, René Payant, Galerie Jolliet, Québec, 1980, 24 p. 1980
- Bulletin de la Galerie Jolliet, Québec et Montréal, 1980 à 1983, 15 numéros[4]
- Hypothétiques confluences, René Payant, Galerie Jolliet, Montréal, 1983, 10 p. 1983

## Expositions de la galerie

### Québec
- 1968 Georges Dyens, Œuvres récentes
- 1969 Guido Molinari, Œuvres récentes[5]
- 1970 Betty Goodwin, Vestes et notes
- 1970 Gilles Boisvert, Peintures
- 1971 Peter Gnass, Œuvres récentes

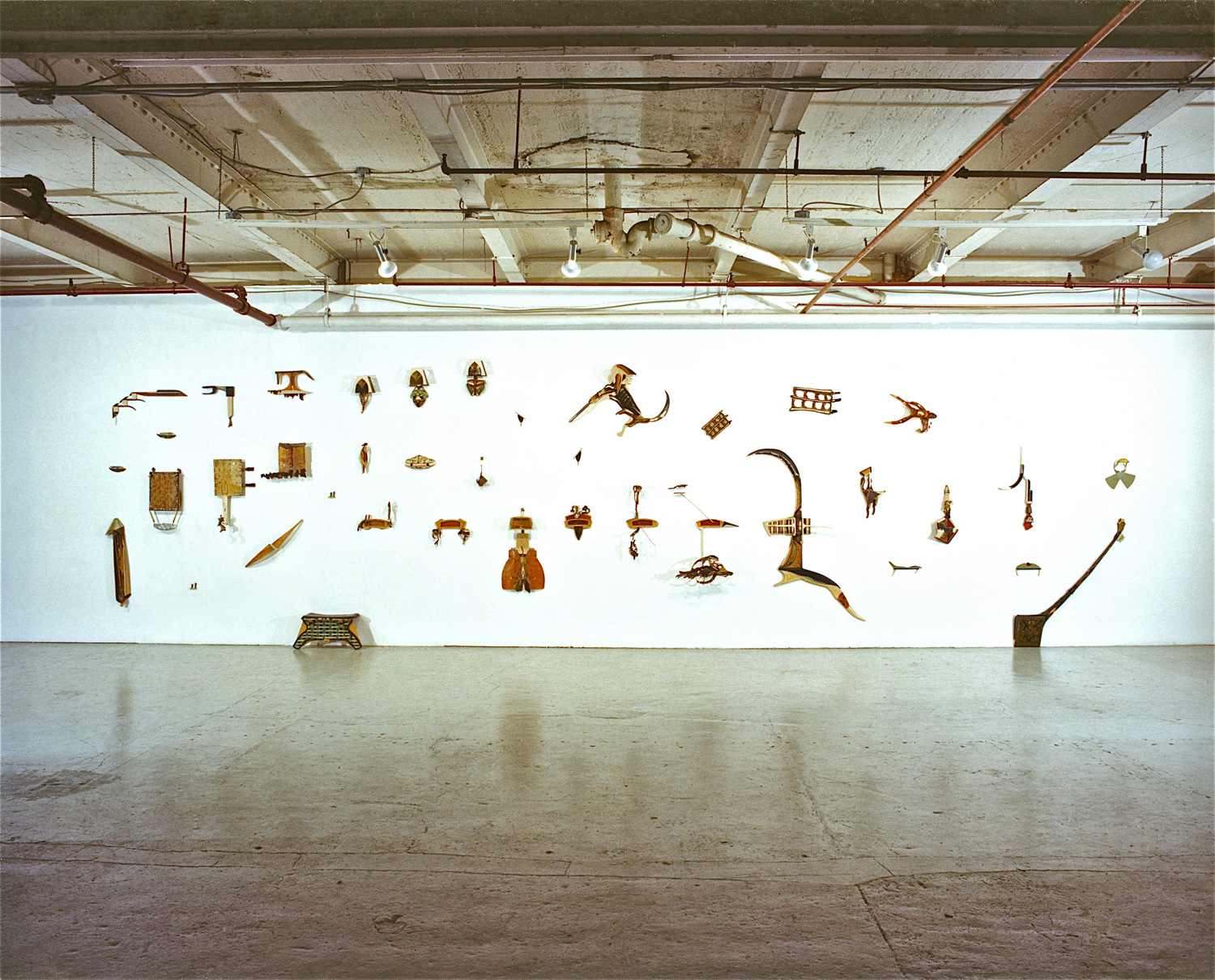
Laurent Pilon, Oeuvre exposée à la Galerie Jolliet de Montréal en 1984

- Laurent Pilon, Oeuvre exposée à la Galerie Jolliet de Montréal en 19841973 Richard Mill, Au niveau de l'évidence[6]
- 1973 Guido Molinari, Œuvres récentes
- 1973 Cozic, Toucher
- 1976 Jacques Hurtubise, Œuvres récentes
- 1976 Richard Mill, Œuvres récentes
- 1978 Richard Mill, Œuvres récentes
- 1979 Milly Ristvedt-Handerek, Œuvres récentes
- 1979 Lauréat Marois, Œuvres récentes
- 1979 Marcelo Bonevardi, Œuvres récentes
- 1980 Richard Mill, Œuvres récentes[7]
- 1980 Paul Lacroix, Retour de Rome...
- 1980 Jean McEwen, Œuvres récentes
- 1980 Louise Robert, Œuvres récentes
- 1980 Raymonde April, Œuvres récentes
- 1980 David Bolduc, Œuvres récentes
- 1980 Louis Comtois, Œuvres récentes[8]
- 1981 Guy Pellerin, Invitation un
- 1981 Richard Mill, Œuvres récentes
- 1981 Paul Lacroix, Le plaisir de...
- 1981 Judit Reigl, Œuvres récentes [9]
- 1981 Jacques Hurtubise, Œuvres récentes[10]
- 1981 Louise Robert, Œuvres récentes[11]
- 1981 Katja Jacobs, Œuvres récentes
- 1981 Michel Goulet, Sculptures récentes
- 1981 Jean McEwen, Œuvres récentes[12]
- 1982 Guy Pellerin, Tables, tablettes

### Montréal
- 1981 Louise Robert, Œuvres récentes[13]
- 1981 Françoise Tounissoux, Le centre/Les centres[14]
- 1981 Jean McEwen, Tableaux oubliés
- 1982 Richard Mill, Œuvres récentes[15]
- 1982 Judith Reigl, Regards sur l'œuvre de Judith Reigl
- 1982 Paul Lacroix, Dessins récents
- 1982 Pierre Granche, De Dürer à Malevitch[16],[17],[18]
- 1982 Katja Jacobs, Œuvres récentes[19]
- 1982 Guy Pellerin, Atelier
- 1982 Leslie Reid, Œuvres récentes[20]
- 1983 Michele Parisi, Œuvres récentes
- 1983 Michel Goulet, Sculptures récentes[21]
- 1983 Michael Jolliffe, Œuvres récentes
- 1983 Françoise Tounissoux, Œuvres récentes[22]
- 1983 D'hypothétiques confluences, Conservateur invité : René Payant
- 1983 Marcel Saint-Pierre, Œuvres récentes[23]
- 1983 Françoise Sullivan, Œuvres récentes
- 1983 Guy Pellerin, Journal
- 1983 Liliana Porter, Œuvres récentes[24]
- 1983 Françoise Tounissoux, Œuvres récentes
- 1983 Jean McEwen, Œuvres récentes
- 1983 Paul Lacroix, Œuvres récentes
- 1984 F(r)ictions: en effet(s), Conservateur invité : Johanne Lamoureux[25],[26],[27]
- 1984 Joseph Branco, Œuvres récentes
- 1984 Pierre Blanchette, Œuvres récentes
- 1984 Judit Reigl, Œuvres récentes
- 1984 Alain Laframboise, Œuvres récentes
- 1984 Laurent Pilon, Segment d'origine
- 1984 Pierre Przysiezniak, Œuvres récentes
- 1985 Michel Goulet, Sculptures récentes